# Christoph Schaffrath
Christoph Schaffrath (ur. 1709 w Hohnstein koło Chemnitz, zm. 17 lutego 1763 w Berlinie ) – niemiecki klawesynista, teoretyk muzyki i kompozytor przełomu baroku i klasycyzmu.

## Życiorys
Niewiele wiadomo o jego rodzinie i młodości. Od około roku 1730 August II Mocny zaangażował go do swej warszawskiej saskiej orkiestry dworskiej. Schaffrath poznał w Warszawie wielu wybitnych muzyków; jednym z nich był František Benda. Po zlikwidowaniu „Polnische Kapelle” (na początku 1733 roku) wyjechał do Drezna.
W czerwcu 1733 roku starał się tam o stanowisko organisty w kościele św. Zofii (Sophienkirche) w Dreźnie. Przesłuchanie wygrał jednak Wilhelm Friedemann Bach (22 czerwca 1733). Przez jakiś czas był kapelmistrzem litewskiego księcia Pawła Karola Sanguszki (1680–1750) w Zasławiu w dzisiejszej Ukrainie .
W marcu 1734 roku był już członkiem kapeli księcia Fryderyka Pruskiego w Ruppin (dziś Neuruppin). Po przejęciu władzy przez księcia (już jako król Fryderyk II Wielki) Schaffrath dołączył do jego orkiestry w Berlinie , która liczyła wówczas ok. 40 muzyków (w tym takich zdolnych kompozytorów, jak František Benda, Carl Philipp Emanuel Bach, Johann Gottlieb Graun, Carl Heinrich Graun, Johann Gottlieb Janitsch). Jego roczna pensja w 1741 roku wynosiła 400 talarów.
Od 1744 roku Schaffrath pracował jako kapelmistrz u siostry Fryderyka, księżniczki Anny Amalii Pruskiej , która sama też komponowała.
Schaffrath skomponował wiele koncertów i sonat klawesynowych.